# Kapustin (Anapa)
Kapustin (del ruso: Капустин) es un jútor del ókrug urbano de la ciudad-balneario de Anapa del krai de Krasnodar, en el sur de Rusia. Está situado a orillas del limán Vitiázevski, en la desembocadura del río Gostagaika en el mar Negro, 16 km al norte de la ciudad de Anapa y 130 km al oeste de Krasnodar. Tenía 98 habitantes en 2010.
Pertenece al municipio rural Primórskoye.

## Transporte
Por la localidad pasa la carretera federal M25 Novorosíisk-Port Kavkaz.